# Circonscriptions législatives françaises

Les 577 circonscriptions législatives en vigueur depuis 2012.

Les circonscriptions législatives françaises sont des divisions de territoire dans lesquelles sont élus les députés de la chambre basse du Parlement français, actuellement l'Assemblée nationale.
Chaque département contient au moins une circonscription. La situation est similaire pour la Nouvelle-Calédonie et les collectivités d'Outre-Mer, hormis le cas particulier de Saint-Barthélemy et Saint-Martin. 
Ces limites expliquent en partie les différences de population entre circonscriptions. Des redécoupages ont lieu périodiquement afin de suivre les évolutions démographiques du pays.
Les circonscriptions ont à plusieurs reprises, en particulier sous la Troisième République, correspondu aux arrondissements ou à des divisions de ceux-ci (scrutin d'arrondissement). Depuis 1815, le scrutin uninominal par circonscription et le scrutin proportionnel plurinominal ont par ailleurs régulièrement alterné.

## Les circonscriptions électorales législatives dans l'histoire
Depuis 1789, la France a connu douze principaux découpages en circonscriptions électorales, et plusieurs allers-retours entre le scrutin uninominal par circonscription et le scrutin de liste, généralement départemental.

### De 1789 à 1815
Les premières circonscriptions électorales qui ont permis d'élire les représentants aux États généraux en 1789 sont les bailliages et les sénéchaussées. Un édit royal du 24 janvier 1789 divise la France en plus de 400 bailliages électoraux, dans le cadre duquel des délégués sont élus au scrutin de liste.

### De 1815 à 1852
En France, les premières élections au scrutin uninominal ont lieu en 1815, après l'utilisation du scrutin plurinominal  par bailliage puis par département durant la Révolution, puis la disparition du suffrage direct sous l'Empire. L'acte additionnel aux constitutions de l'Empire du 22 avril 1815 prévoit en effet pour les élections de mai suivant l'élection d'un représentant par arrondissement, complété par un scrutin plurinominal par département. Dès la Seconde Restauration, en juillet suivant, le scrutin d'arrondissement est limité, ne servant plus qu'à la sélection de candidats soumis au scrutin plurinominal. Les élections d'août 1815 et de 1816 ont lieu suivant ce système.
La loi du double vote de juin 1820, tout en conservant le scrutin plurinominal départemental, réinstaure le scrutin uninominal, qui concerne 247 députés, nombre inférieur aux arrondissements, ce qui conduit le gouvernement à effectuer, pour la première fois en Europe, un découpage électoral indépendant des circonscriptions administratives ou traditionnelles. Ce découpage est utilisé en 1820, 1824, 1827 et 1830.
Considéré comme inégalitaire par les libéraux, ce système mixte est aboli par la Charte constitutionnelle de 1830, à la suite des trois Glorieuses et de l'instauration de la monarchie de Juillet. Le redécoupage des circonscriptions législatives françaises de 1831 crée ainsi 459 circonscriptions utilisées lors des élections législatives de 1831, 1834, 1837, 1839, 1842 et 1846.
Après la chute du roi au début de 1848, le gouvernement provisoire rétablit le scrutin majoritaire plurinominal départemental, tout en doublant le nombre de députés et en multipliant par près de 40 le nombre d'électeurs, première occurrence du suffrage universel masculin depuis 1792. Ce système est appliqué pour les élections de 1848 et 1849.

### Second Empire
La dernière élection de la Deuxième République, au début de 1852, revient conformément à la Constitution française de 1852 au scrutin uninominal majoritaire, dorénavant à deux tours, ce qui conduit à un nouveau découpage. Le président Louis-Napoléon Bonaparte se fait couronner empereur en décembre. Dans le cadre du Second Empire, il maintient l'élection de la chambre basse au suffrage universel masculin, tout en procédant à des redécoupages importants avant chaque élection, en 1857 (élection de 1857), 1862 (élection de 1863) et 1867 (élection de 1869).

### IIIeRépublique
La IIIe République (1871-1940) utilise essentiellement le vote d'arrondissement, ainsi qu'à certaines périodes le scrutin départemental de liste à deux tours et à la majorité relative (1871, 1885, 1919, 1924).
L'Assemblée nationale (Chambre des députés sous la troisième) est élue au scrutin de liste départemental majoritaire à deux tours, conformément à la loi du 15 mars 1849 utilisé une fois sous la Deuxième République.
Le scrutin uninominal d'arrondissement, pratiqué sous le Second Empire, est rétabli par la majorité de droite, qui le pensait plus favorable à ses intérêts, avec la loi organique du 30 novembre 1875 sur l'élection des députés qui conduit à un septième redécoupage. Il consistait à faire élire au scrutin uninominal à deux tours au moins un député à la Chambre des députés dans chaque arrondissement, à raison d'un député pour 100 000 habitants ou fraction de 100 000, des sièges supplémentaires étant donc attribués aux arrondissements les plus peuplés. Le Territoire de Belfort (alors encore appelé « Haut-Rhin ») est assimilé à un arrondissement administratif. Le nombre de sièges à pourvoir est de 534, dont huit pour l'Outre-Mer. Cette répartition s'applique aux élections du 24 février 1876 et du 14 octobre 1877. La loi du 28 juillet 1881, s'appliquant à l'élection du 21 août 1881, porte le nombre de sièges à 557.
Victorieux lors des trois élections précédents, les Républicains, fidèles à leurs idéaux représentatifs, réinstaurent le scrutin de liste par la loi du 16 juin 1885 en vue des élections de 1885. Lors des élections du 6 octobre 1885, dans chaque département est élu un député pour chaque tranche (ou fraction) de 70 000 habitants avec un minimum de trois députés (deux pour le territoire de Belfort). Cinq cent quatre-vingt-cinq sièges sont à pourvoir.
Menacé par un raz-de-marée boulangiste aux élections suivantes, le gouvernement pousse le Parlement à rétablir le Scrutin uninominal majoritaire à deux tours par arrondissement (vote de la loi du 13 février 1889). Le nouveau découpage reprend en grande partie celui de 1875 (82 % des circonscriptions sont identiques), et n'est dans les années suivantes modifié que pour ajouter des députés aux arrondissements connaissant une croissance démographique, hormis avant l'élection de 1906. La seule évolution majeure est l'octroi automatique d'un député par arrondissement parisien ou lyonnais. Les élections de 1893, 1898, 1902, 1906, 1910 et 1914 suivent ce cadre, avec l'ajout régulier de députés en métropole (26 entre 1889 et 1914) : le nombre de sièges, initialement de 581, est ainsi porté progressivement à 601 de 1893 à 1914.
Par la loi du 12 juillet 1919 est rétabli le scrutin à l'échelon du département, à raison d'un député pour 75 000 habitants, étrangers non compris, ou pour une fraction supérieure à 37 500 habitants, avec un minimum de 3 députés. Par ailleurs, sept départements peuplés (puis quatre en 1924) sont divisés en deux circonscriptions au sein desquelles les députés sont élus au scrutin de liste, et la Seine est divisée en quatre circonscriptions, pour éviter une victoire socialiste trop rémunératrice en nombre de sièges. Ce principe de représentation proportionnelle à un tour avec panachage est appliqué lors des deux élections législatives suivantes. Le nombre de députés passe de 626 en 1919 à 584 en 1924.
Le cartel des gauches, où dominent les radicaux, d'autant plus « arrondissementiers » qu'ils sont désormais essentiellement élus et donc avantagés par les circonscriptions rurales, parvient à faire voter un retour au scrutin uninominal (Loi du 21 juillet 1927). S'ensuit un nouveau redécoupage qui reprend dans les grandes lignes celui de 1875, la différence principale étant l'instauration d'un seuil de 40 000 habitants pour qu'un arrondissement ne soit pas fusionné. Ce seuil n'est cependant pas toujours respecté, ni d'ailleurs le plafond de 100 000 habitants, ce qui n'aboutit pas à la résorption des inégalités entre circonscriptions rurales et urbaines qu'aurait pu occasionner le changement de principe du découpage—59 % des circonscriptions restent ainsi inchangées. Cependant, vingt arrondissements sont regroupés en dix circonscriptions, et 74 dispersés dans 87 circonscriptions centrés sur un arrondissement plus peuplé, ce qui était impossible avant 1919. Utilisé pour les élections de 1928, ce découpage n'est modifié en vue de celles de 1932 et 1936 que pour créer cinq sièges dans des circonscriptions trop peuplées. Le nombre de députés passe de 612 à 618 entre 1928 et 1936.

### IVeRépublique
Le régime de Vichy abroge les lois constitutionnelles de 1875 et interrompt de fait le processus électoral. Mais tout en rabaissant le pouvoir législatif, il confie au Conseil national la tâche de rédiger le projet constitutionnel accordé au maréchal Pétain par la loi du 10 juillet 1940. La future chambre basse sera élue au suffrage universel (masculin et féminin, sans aller toutefois jusqu'à l'éligibilité des femmes) mais doublé d'un vote familial (vote du « chef de famille »), au suffrage majoritaire dans le cadre de circonscriptions que les circonstances empêcheront de préciser et d'instaurer.
L'atmosphère de la Libération pousse à la fois à l'adoption définitive du suffrage universel et au retour au scrutin de liste dans le cadre départemental, cadre dans lequel se feront les élections constituantes de 1945 et 1946 puis les trois élections de la Quatrième République (1946, 1951, 1956).

### VeRépublique
Depuis 1958 et l'avènement de la Ve République, les membres de l'Assemblée nationale sont élus au scrutin uninominal majoritaire à deux tours au sein de circonscriptions législatives qui doivent respecter dans la mesure du possible les limites cantonales et, obligatoirement, les limites départementales. Les élections de 1986, disputées au scrutin proportionnel plurinominal départemental, constituent la seule exception.
La Cinquième République ré-institue le scrutin majoritaire à deux tours en 1958. Le découpage de 1958, qui innove en supprimant toute référence à l'arrondissement, est utilisé presque sans modification pour les sept élections suivantes (1958, 1962, 1967, 1968, 1973, 1978 et 1981).
Le nombre de circonscriptions pour la France métropolitaine, fixé à 465 en 1958, est en effet augmenté à 470 en 1966 lors de la réorganisation de la région parisienne, puis à 473 à la suite de la création de trois sièges dans le Rhône en 1972 et enfin à 474 en 1975, par création d'une circonscription supplémentaire en Corse.
Le nombre de députés oscille ainsi entre 579 en 1958 et 482 en 1962. Il est depuis 1986 de 577. 
En 1985, alors que la France compte 491 circonscriptions, dont 17 ultramarines, François Mitterrand, afin d'éviter une défaite trop cuisante aux législatives de 1986,  impose le scrutin proportionnel de liste par département par la loi du 10 juillet 1985. Il décide également d'augmenter le nombre de députés à 577 pour mieux représenter des départements dont la population avait augmenté sans diminuer le nombre de députés des autres départements.
Cette évolution est cependant annulée un an plus tard par la nouvelle majorité de droite (gouvernement de Jacques Chirac) avec la loi du 11 juillet 1986, suivi par la loi du 24 novembre 1986 instaurant un onzième découpage, effectué sous la supervision de Charles Pasqua sur les bases du recensement de 1982. Le nombre de 577 est conservé, la représentation ultramarine étant augmentée à 22 députés. Pour la première fois, le découpage impose des critères d'égalité démographique infra-départementale stricts, avec un écart maximal toléré de 20 % à la moyenne et l'impossibilité de scinder les circonscriptions. Au niveau national, les circonscriptions ne doivent également pas s'écarter d'un écart de 20 % à la moyenne, après prise en compte de la limite minimale d'un député par TOM et de deux députés par département. Ainsi, seules 10,3 % des circonscriptions existant en 1978 sont conservées. Comme selon la constitution de 1958 la modification de la loi électorale n'est pas conditionnée à une majorité qualifiée, le découpage n'est limité en droit que par la jurisprudence du Conseil constitutionnel qui, tout en se déclarant incompétent à apprécier l'équité du découpage, statue en 1986 (86-208 DC) que l'Assemblée soit élue sur des « bases essentiellement démographiques », avec impossibilité de diviser des cantons de moins de 40 000 habitants. Ce découpage est utilisé lors des élections de 1988, 1993, 1997, 2002 et 2007. Quoique prévu par la loi en 1986, le principe d'un redécoupage périodique tous les deux recensements n'est pas appliqué après celui de 1999. En interne, le conseiller de François Mitterrand en droit constitutionnel, Michel Charasse, remarque que le nouveau découpage prive la gauche d'une soixantaine de sièges aux prochaines élections législatives, mais abaisse le seuil permettant à la gauche d'emporter la majorité absolue des sièges (48,5 % des voix contre 52 % avec le découpage de 1958). 
En 2008, Nicolas Sarkozy charge le secrétaire d'État à l'Intérieur et aux Collectivités territoriales, Alain Marleix, d'un nouveau redécoupage afin d'adapter les circonscriptions aux évolutions démographiques et de créer des sièges pour représenter les Français de l'étranger tout en gardant un nombre de 577 députés. Pour les élections législatives, le découpage est réalisé par circonscriptions qui sont elles-mêmes un regroupement de cantons. Or, pour les circonscriptions législatives, l’ancien découpage des cantons est toujours utilisé. Après un long travail, la loi instaurant le douzième découpage est ratifiée en janvier 2010. Le Conseil constitutionnel se déclare à nouveau incompétent pour évaluer la qualité du découpage (2010-602 DC). Figurent parmi les nouveautés, outre la création de circonscriptions pour les Français établis hors de France, la création d'une circonscription unique de Saint-Barthélemy et Saint-Martin et l'abolition du minimum de deux circonscriptions par département métropolitain (la Creuse et la Lozère sont touchées). L'outre-mer dispose alors de 27 députés tandis que les députés représentant les Français établis hors de France sont au nombre de onze. Paris et le Nord perdent trois députés, le Pas-de-Calais et la Seine-Maritime deux, tandis que l'Hérault, la Haute-Garonne et la Seine-et-Marne en gagnent deux. Ce découpage est utilisé pour les élections de 2012, 2017, 2022 et 2024.

## Statistiques
Lors des élections législatives de 2007, la France comptait 577 circonscriptions législatives : 555 en France métropolitaine, 15 dans les départements et régions d'outre-mer et 7 dans les collectivités d'outre-mer. Les Français de l'étranger inscrits dans les consulats étaient rattachés à la circonscription législative de leur dernier domicile en France (ou le dernier de leurs parents s'ils sont nés à l'étranger) et s'abstenaient majoritairement, votaient par procuration ou se déplaçaient. Les circonscriptions métropolitaines comptaient alors entre 35 794 habitants pour la deuxième circonscription de la Lozère et 213 421 habitants pour la sixième circonscription du Var. 
À partir des élections législatives de 2012, la répartition des 577 circonscriptions change : il y en a désormais 539 en France métropolitaine, 19 dans les départements et régions d'outre-mer, 8 dans les collectivités d'outre-mer et 11 pour les Français de l'étranger. Depuis ce découpage[Quand ?], elles comptent entre 6 079 habitants pour la circonscription législative de Saint-Pierre-et-Miquelon et plus de 200 000 pour la première circonscription des Français établis hors de France (inscrits sur les registres consulaires). Au 1er janvier 2022, hors collectivités d'outre-mer et étranger, la plus petite circonscription est la deuxième circonscription des Hautes-Alpes, avec 64 199 habitants, et la plus peuplée est la deuxième circonscription de la Haute-Garonne, avec 163 019 habitants.